# Wipperdorf
Wipperdorf is een plaats en voormalige gemeente in de Duitse deelstaat Thüringen, en maakt deel uit van de Landkreis Nordhausen.
Wipperdorf telt  inwoners. Het dorp is vernoemd naar de rivier de Wipper, een bovenloop van de Unstrut.
De gemeente maakte deel uit van Verwaltungsgemeinschaft Hainleite tot deze op 1 januari 2019 werd opgeheven. Wipperdorf werd daarop opgenomen in de gemeente Bleicherode, evenals de kernen Pustleben, Mitteldorp en Oberdorf, die deel uitmaakten van de gemeente.
Bleicherode · Bliedungen · Elende · Etzelsrode · Friedrichsthal · Gratzungen · Hainrode · Helenenhof · Hünstein · Kinderode · Kleinbodungen · Königsthal · Kraja · Mitteldorf · Mörbach · Nohra · Oberdorf · Obergebra · Pustleben · Wernrode · Wipperdorf · Wollersleben · Wolkramshausen